# Eve Gordon
Eve Gordon (también conocida como Eve Bennett-Gordon; nacida el 25 de junio de 1960) es una actriz estadounidense. Quizás es más conocida por interpretar a Mónica Klain, la esposa de Ron Klain (interpretado por Kevin Spacey) en Recount, por interpretar a Marilyn Monroe en A Woman Named Jackie, por interpretar a la madre de Felicity, o por estar en The Powers That Be, producida por Norman Lear. Protagonizó en Honey, We Shrunk Ourselves con Rick Moranis y en Two and a Half Men. 

## Carrera
Gordon nació en Pittsburgh, Pensilvania, hija de Mary (de soltera McDougall) una historiadora, y Richard Bennett Gordon, un profesor de historia y abogado. Comenzó su carrera de actuación en 1982, interpretando a Marge Tallworth en la película The World According to Garp. Después de eso, apareció en ER, The Partridge Family Story, Avalon y Honey, We Shrunk Ourselves (como Diane Szalinski) y protagonizó en la serie Almost Grown y en The Good Life con Drew Carey.
En 2011, apareció en algunos episodios de American Horror Story.

## Vida personal
Eve está casada con Todd Waring y tiene dos hijas, Tess (n. 1993) y Grace (n. 1996).

## Filmografía

### Televisión
- George Washington II: The Forging of a Nation - Betsy Hamilton (1986)
- The Cosby Show - Glenda (1987)
- Almost Grown - Suzie Long Foley (1988–1989)
- Murphy Brown - Alexandra (1990)
- A Woman Named Jackie - Marilyn Monroe (1991)
- The Powers That Be - Jordan Miller (1992–1993)
- The Good Life - Maureen Bowman (1994)
- Party of Five - Jeanie Hanson (1998)
- Something So Right - Lorraine Hadley (1998)
- The Practice - Janet Walsh (1998)
- The Love Boat: The Next Wave - Ann Jenkin-Patrick (1999)
- Touched By an Angel - Erica Baker (2001)
- Felicity - Barbara Hunter (2002)
- Monk - Janie (2002)
- Family Affair - Jenny (2002)
- Judging Amy - Mrs. Powell (2002)
- The Division - Ruth Ringston (2004)
- Veronica Mars - Emily Williams (2004)
- Without A Trace - Marian Peterson (2005)
- House M.D. - Jody (1 episodio, 2007)
- Grey's Anatomy - Madre de Hunter (2008)
- Recount (2008) (TV) - Monica Klain
- Two and a Half Men - Brenda (1 episodio, 2008)
- Monk - Janie (2001), Madge (2008)
- Cold Case Files
- ER
- Glee - Mrs. Fretthold (2010)
- Versailles - Summer Tickler-Hoogerhyde (2011)
- American Horror Story - Dr. Hall (2011)

### Cine
- The World According to Garp -dir. George Roy Hill - Marge Tallworth (1982)
- Avalon - dir. Barry Levinson - Dottie Kirk (1990)
- Paradise -dir. Agnes Donahoe - Rosemary Young (1991)
- The Whereabouts of Jenny - Theresa (1991)
- The Boys -con James Woods - Amanda (1991)
- Switched at Birth - Darlena (1991)
- Leaving Normal - dir. Edward Zwick - Emily Singer (1992)
- The Secret Passion of Robert Clayton - Katherine (1992)
- Dad, The Angel & Me - Maggie (1995)
- The Heidi Chronicles - Lisa (1995)
- Never Say Never: The Deidre Hall Story - Robin (1995)
- A Thousand Men and a Baby -w. Richard Thomas - Jen Keenan (1997)
- Honey, We Shrunk Ourselves - Diane Szalinski (1997)
- I'll Be Home for Christmas - Carolyn (1998)
- Come On, Get Happy: The Partridge Family Story  - Shirley Jones/Partridge (1999)
- Thanks to Gravity - Mariella (2005)
- Miss Congeniality 2: Armed & Fabulous - Esposa armada (2005)
- The Mikes - Gwen Stanly (2006)
- The Grudge 2 - Principal Dale (2006)
- Monkey Man - Jasmine (2006)
- Public Interest - Karen Montgomery (2007)
- Happy Tears - dir. Mitchell Lichtenstein - Karen (2009)
- The Party Guest - dir. Michael Apted - La anfitriona (2009)